# Sedum compactum
Sedum compactum är en fetbladsväxtart som beskrevs av Joseph Nelson Rose. Sedum compactum ingår i Fetknoppssläktet som ingår i familjen fetbladsväxter. Inga underarter finns listade i Catalogue of Life.